# The Hollywood Revue of 1929
The Hollywood Revue of 1929 is een film uit 1929 onder regie van Charles Reisner. De film bevat alle toenmalige grootheden van Metro-Goldwyn-Mayer, met uitzondering van Greta Garbo, Ramon Novarro en Lon Chaney. Enkele scènes in de film bevat technicolor.
De film wordt door velen beschreven als de film die het einde van John Gilberts carrière betekende.
Beschreven als een "All-Star Musical Extravaganza", bevat de film zangnummers van verscheidene sterren. Daaronder ook Singin' in the rain.

## Rolverdeling
| Acteur           | Personage |
| ---------------- | --------- |
| Conrad Nagel     |           |
| Jack Benny       |           |
| John Gilbert     |           |
| Marion Davies    |           |
| Norma Shearer    |           |
| William Haines   |           |
| Joan Crawford    |           |
| Buster Keaton    |           |
| Bessie Love      |           |
| Marie Dressler   |           |
| Cliff Edwards    |           |
| Charles King     |           |
| Polly Moran      |           |
| Stan Laurel      |           |
| Oliver Hardy     |           |
| Anita Page       |           |
| Gus Edwards      |           |
| Nils Asther      |           |
| Gwen Lee         |           |
| Lionel Barrymore |           |
| Ann Dvorak       |           |
| Carla Laemmle    |           |